# Линија 71 (Београд)
Аутобуска линија 71 (Зелени венац - Ледине) је линија јавног градског превоза у Београду.

## Опис
Линија повезује Зелени венац, једно од најважнијих чворишта градског превоза у центру Београда, са новобеоградским насељем Ледине. Међу значајнијим објектима и локацијама који се налазе дуж трасе линије 71 су: Бранков мост, Пословни центар „Ушће“, Палата Србија, Блок 30, трговински објекат Меркатор центар, Факултет драмских уметности, Блок 38, Железничка станица Тошин бунар, Индустрија мотора и трактора, Блок 64, Блок 65...
Линија саобраћа целодневно и свакодневно. У следећој табели дата су времена прва и последња три полазака са обе окретнице по данима у недељи:
| Дан             | Зелени венац     | Зелени венац         | Ледине           | Ледине               |
| Дан             | Прва три поласка | Последња три поласка | Прва три поласка | Последња три поласка |
| --------------- | ---------------- | -------------------- | ---------------- | -------------------- |
| Радни дан       | 5:00 5:30 5:55   | 23:00 23:20 23:40    | 4:30 5:00 5:20   | 23:00 23:15 23:35    |
| Субота и недеља | 5:00 5:30 5:55   | 23:00 23:20 23:40    | 4:30 5:00 5:25   | 22:57 23:15 23:35    |

Ноћни превоз се на линији 71 не обавља, мада поједине делове њене трасе покривају друге ноћне линије.
У редовним условима саобраћаја за превоз од почетне до крајње станице потребно је око 35 минута.

## Превозници
Од 19. октобра 2024. линију одржава ГСП са саобраћајним погоном 'Нови Београд'.

## Возни парк

### ГСП Београд
ГСП Београд је на линију 71 деценијама слао искључиво возила из Икар(б)уcовог производног програма. Најдубљи траг у сећањима путника оставили су зглобни модели ИК-161 и ИК-166 (тзв. Рабе) који су на овој линији саобраћали пуну четврт века - од 1987. до 2012. године. Године 1996. Икарбуc је ГСП-у почео да испоручује нову генерацију аутобуса - зглобне моделе ИК-201, ИК-202 и ИК-203, као и соло ИК-103. Из те групације возила на линији 71 најчешће су радиле „202-ојке“, а у једном периоду значајније су биле заступљене и „103-ојке“. Занимљиво је истаћи да је аутобус ИК-202 гаражнoг броја 1148 био редовно возило на „седамдесет кецу“ више од једне деценије (од 2001. до 2012. године).
У новембру 2013. на линију су укључени зглобни ниcкоподни аутобуси Солариc Урбинo 18.

### Приватни превозници
Дyмеко је од 2006. до 2011. године линију 71 одржавао аутобусима МАЗ-103. Од пролећа 2011. па до повлачења са линије (31. децембра 2015) овај превозник је слао аутобусе Кобра ГМ-290.
Од 1. јануара 2016. на овој линији могли су се видети модели МАЗ-203 и Aкиа Ултра ЛФ у власништву ЛДМ групе, модели ФАП A-537, ЛиАЗ-5292 и ИК-103 који припадају Тамнавa трансу, као и модели ЛиАЗ-5292 и Анадoлу Исyзу Ситипoрт 12 у власништву Кнежевић транса.

### Повратак ГСП Београд
Од 19. октобра 2024. линију поново одржава ГСП. Погон 'Нови Београд' на линију шаље возила модела BMC Procity 12.

## Историјат
„Седамдесет кец“ представља једну од најстаријих и најдугoвечнијих линија јавног превоза које саобраћају на територији Новог Београда. Тачна година увођења тренутно није позната, али је према доступним подацима извесно да постоји већ дуже од пола века. Линија је првобитно носила број 36, а садашњи број добила је тек у првој половини 1980-их (највероватније 1984. године).
Већи део трасе ове линије остао је непромењен још од њеног увођења. До једине значајније измене дошло је 15. априла 2008. године и то на деоници од Блока 30 до Улице Тошин бунар. Наиме, од тада 71 ове две локације спаја преко Булевара уметности и Булевара Милутина Миланковића, док је пре тога саобраћала кроз четврти Фонтана и Студентски град (трасом Булевар Михајла Пупина - Париске комуне - Студентска - Булевар Зорана Ђинђића - Тошин бунар).
Дана 1. септембра 2002. године уведена је линија 72 на релацији од Зеленог венца до Аеродрома Никола Тесла. Та линија се првобитно у потпуности преклапала са трасом 71-ице, пре него што би настављала даље ка Сурчину. Исте године 71 је укинута, али након протеста становника Ледина убрзо враћена. Након 2008. године обе линије су делимично промениле трасу, тако да данас имају свега 8 заједничких стајалишта.

## Траса линије
| Смер А | ЗЕЛЕНИ ВЕНАЦ - Југ Боданова - Поп Лукина - Бранков мост - Булевар Михајла Пупина - Булевар уметности - Булевар Милутина Миланковића - Тошин бунар - Земунска - Војвођанска - Сурчинска - ЛЕДИНЕ |
| Смер Б | ЛЕДИНЕ - Земунска - Војвођанска - Сурчинска - Тошин бунар - Булевар Милутина Миланковића - Булевар уметности - Булевар Михајла Пупина - Бранков мост - Бранкова - ЗЕЛЕНИ ВЕНАЦ                  |

## Списак стајалишта
| Бр. | Смер А Зелени венац - Ледине                                     | Смер А Зелени венац - Ледине |  | Смер Б Ледине - Зелени венац                                                              | Смер Б Ледине - Зелени венац |
| Бр. | Стајалиште                                                       | КМ                           |  | Стајалиште                                                                                | КМ                           |
| --- | ---------------------------------------------------------------- | ---------------------------- |  | ----------------------------------------------------------------------------------------- | ---------------------------- |
| 1.  | Зелени венац (15, 52, 53, 56, 56Л, 60, 67, 68, 72, 75, 706, 707) | 0                            |  | Ледине (72, 601, 603, 604, 605, 610)                                                      | 0                            |
| 2.  | Бранков мост (2, 11, 15, 16, 60, 65, 67, 68, 72, 75, 77, 84, 95) | 354                          |  | Биодекор (72, 601, 604, 605, 610)                                                         | 412                          |
| 3.  | Шест каплара (16, 65, 67, 72, 75, 77, 78, 83)                    | 1.947                        |  | Недељка Гвозденовића (72, 601, 604, 605, 610)                                             | 1.006                        |
| 4.  | Палата Србија (16, 65, 67, 72, 75, 77, 78, 83)                   | 2.331                        |  | Сурчинска (45, 601, 602)                                                                  | 1.701                        |
| 5.  | Шпанских бораца (16, 65, 72, 75, 77, 78, 83)                     | 2.948                        |  | Душана Вукасовића (45, 601, 602)                                                          | 2.152                        |
| 6.  | Булевар Зорана Ђинђића (17, 68, 74)                              | 3.662                        |  | Црква Светог Георгија (45, 601, 602)                                                      | 2.500                        |
| 7.  | Блок 29                                                          | 4.188                        |  | Пијаца Бежанија (45, 601)                                                                 | 2.775                        |
| 8.  | Факултет драмских уметности                                      | 4.488                        |  | Гандијева (45, 82, 601)                                                                   | 3.109                        |
| 9.  | Булевар уметности (67, 94)                                       | 4.767                        |  | ИМТ (45, 601)                                                                             | 3.781                        |
| 10. | Омладинских бригада 1 (67, 68, 73, 76, 85, 94, 610, 708)         | 5.161                        |  | Стари аеродром (45, 601)                                                                  | 4.485                        |
| 11. | Народних хероја (65)                                             | 5.566                        |  | Железничка станица Тошин бунар (45, 65, 72, 82, 601)                                      | 5.217                        |
| 12. | Железничка станица Тошин бунар (45, 65, 72, 82, 601)             | 6.169                        |  | Народних хероја (65)                                                                      | 5.626                        |
| 13. | Стари аеродром (45, 601)                                         | 6.643                        |  | Омладинских бригада 1 (67, 68, 73, 76, 85, 94, 610, 708)                                  | 6.011                        |
| 14. | ИМТ (45, 601)                                                    | 6.998                        |  | Блок 28 (67, 94)                                                                          | 6.271                        |
| 15. | Гандијева (45, 82, 601)                                          | 7.594                        |  | Факултет драмских уметности                                                               | 6.551                        |
| 16. | Пијаца Бежанија (45, 601)                                        | 8.029                        |  | Блок 29                                                                                   | 6.851                        |
| 17. | Црква Светог Георгија (45, 601, 602)                             | 8.331                        |  | Булевар Зорана Ђинђића (17, 68, 74)                                                       | 7.235                        |
| 18. | Душана Вукасовића (45, 601, 602)                                 | 8.652                        |  | Шпанских бораца (16, 65, 72, 75, 77, 78, 83)                                              | 7.703                        |
| 19. | Сурчинска (45, 601, 602)                                         | 8.994                        |  | Палата Србија (16, 65, 67, 72, 75, 77, 78, 83)                                            | 8.196                        |
| 20. | Недељка Гвозденовића (72, 601, 604, 605, 610)                    | 9.714                        |  | Шест каплара (16, 65, 67, 72, 75, 77, 78, 83)                                             | 8.932                        |
| 21. | Биодекор (72, 601, 604, 605, 610)                                | 10.435                       |  | Бранков мост (2, 11, 15, 16, 65, 67, 68, 72, 75, 77, 84)                                  | 10.144                       |
| 22. | Ледине (72, 601, 603, 604, 605, 610)                             | 10.731                       |  | Зелени венац (15, 16, 52, 53, 56, 56Л, 60, 65, 67, 68, 72, 75, 77, 84, 95, 704, 706, 707) | 10.585                       |

Легенда: